# Valeriana carnosa
Valeriana carnosa là một loài thực vật có hoa trong họ Kim ngân. Loài này được Sm. miêu tả khoa học đầu tiên năm 1791.